# Urbiscomplex
Het Urbiscomplex is een multifunctioneel complex in de Belgische stad Gent. Het huisvest het winkelcentrum Winkelcentrum Gent Zuid of Shopping Center Zuid, in de Gentse buurt Zuid. Daarnaast zijn er ook kantoorruimtes en appartementen en staat het in verbinding met de ondergrondse autoparking Zuid. Het huisvestte ook het provinciaal administratief centrum. Het complex beslaat de hele blok tussen het Woodrow Wilsonplein, de Kuiperskaai en de Oudescheldestraat.

## Geschiedenis

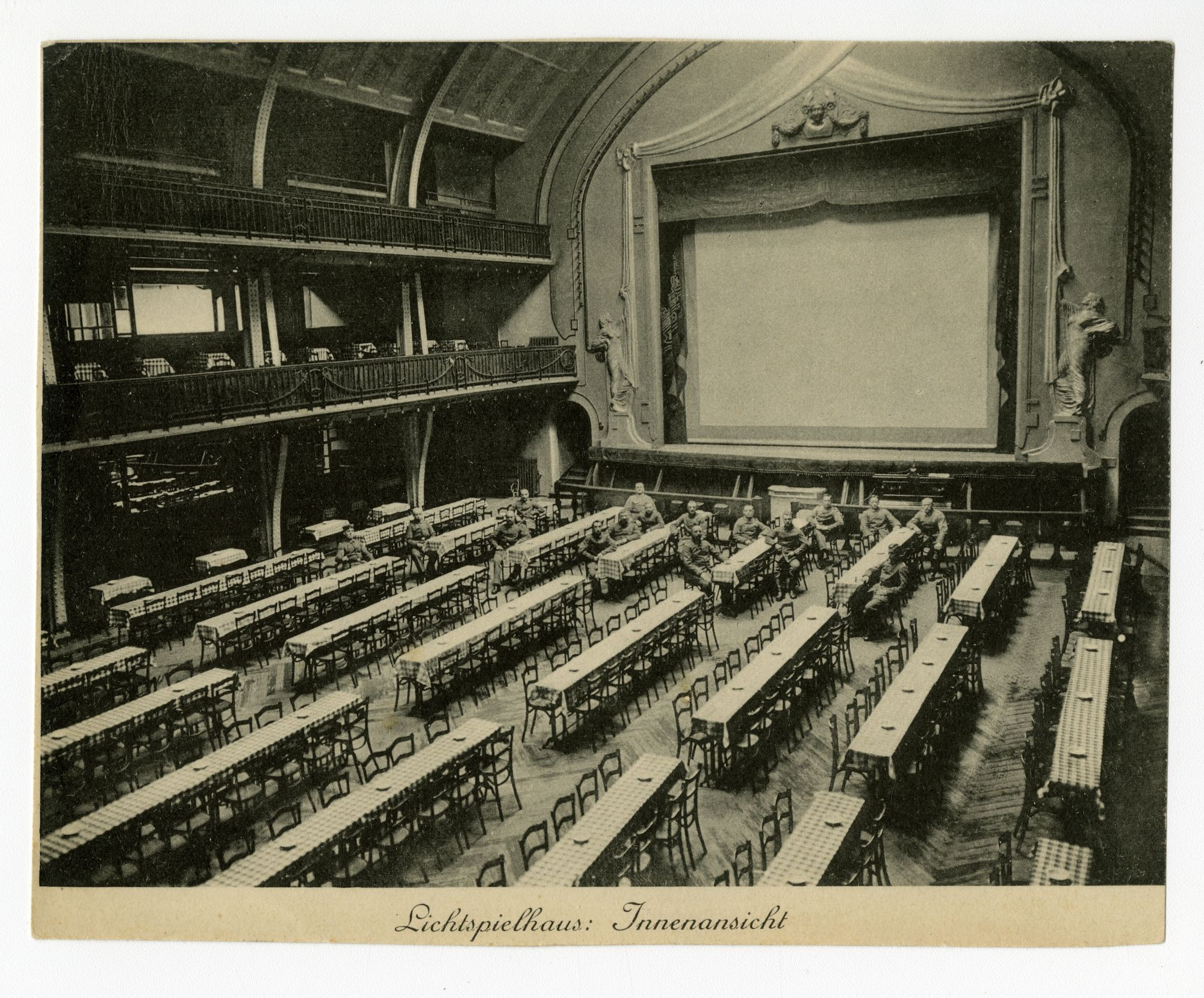
De Duitse soldatenbioscoop in het Coliseum in 1915. De zaal stond toen bekend als Wintergarten.

De locatie lag eeuwenlang in het onbebouwde gebied van de Muinkmeersen, waar de  Muinkschelde en de Oude Schelde weer samenvloeiden. Halverwege de 19de eeuw werd net ten zuiden het belangrijkste station van Gent opgetrokken, het station Gent-Zuid, waardoor de buurt zich nu sterk ontwikkelde. De Oude Schelde werd gedempt. In de buurt van het station openden verschillende restaurants en hotels.
Begin 20ste eeuw opende elders in de stad het station Gent-Sint-Pieters en uiteindelijk verdween het Zuidstation. Toch bleef de buurt een belangrijke toegangspoort tot de stad. Het bleef een belangrijke uitgangsbuurt tot in de tweede helft van de 20ste eeuw. In de huizenblok aan het Woodrow Wilsonplein en de Kuiperskaai waren onder meer cinema Select, Century en Capitole ingericht. Aan de Kuiperskaai bevond zich het Coliseum of voormalige feestzaal Grand Palais Valentino, een eind-19de-eeuws gebouw dat in 1911 was herbouwd in art-nouveaustijl door Geo Henderick. Het was jarenlang de publiekstrekker van de buurt. In de laatste decennia van de eeuw verplaatste de studentenuitgangsbuurt zich naar de buurt van de Overpoortstraat.

### Bouw Urbiscomplex
Uiteindelijk kwamen er plannen hier een nieuw gebouwencomplex op te trekken. Het hele huizenblok en de oude gebouwen werden gesloopt om plaats te maken voor het nieuwe Urbiscomplex, dat hier van 1991 tot 1994 werd opgetrokken.

### Tot 2025
Het winkelcentrum kampte met leegstand. Dat paste in een algemene trend in Gent, waar inpandige winkelcentra nabij het centrum niet floreren, ten voordele van individuele winkels in de winkelstraten.

### Sluiting winkels en vernieuwing (vanaf 2025)
Mede-eigenaar AG Real Estate maakte in maart 2025 bekend dat dat jaar alle winkels worden gesloten, de contracten opgezegd, en ook de kantoren en de bewoners van het tiental aanwezige appartementen moeten verhuizen. De bedoeling is het gebouw en de functies te vernieuwen, de gevel en de interne indeling te wijzigen met behoud van de structuur. De bedoeling is dat er later terug winkels komen en voor het eerst een hotel.